# 장신 (배우)
장신(중국어 간체자: 蒋欣, 정체자: 蔣欣, 병음: Jiǎng Xīn, 한자음: 장흔, 1983년 5월 8일~)은 중화인민공화국의 배우이다.

## 주요 이력
1983년 중화인민공화국 신장 위구르 자치구 우루무치에서 태어났다. 한때 중화인민공화국 후난성 이양시에서 잠시 유아기를 보낸 적이 있으며 이후 중화인민공화국 허난성 정저우에서 성장하였다. 아역 배우로 활동했으며,  《후궁견환전》 등의 작품에 출연했다.

## 작품 목록

### 텔레비전 드라마
- 2003 《천룡팔부》 - 목완청 (木婉清) 역
- 2011 《후궁견환전》 - 연세란(年世蘭) 역
- 2015 《미월전》 - 거희(苣姬) 역
- 2015 《화천골》 - 하자훈(夏紫薰) 역
- 2016 《환락송》 - 판성메이(樊胜美) 역
- 2021 《공훈》 - 선지란(申纪兰) 역